# Porto di Montréal
Il porto di Montréal (francese: port de Montréal) è un porto ed un punto di trasbordo del fiume San Lorenzo a Montréal (Quebec), in Canada. La via marittima di San Lorenzo che dall'oceano Atlantico porti ai Grandi laghi americani, è la via più breve dall'Europa e dall'Mediterraneo al Nord America.
È un porto per container internazionali che serve Toronto e il resto del Canada centrale, gli Stati Uniti del Midwest e del nord-est.

## Storia

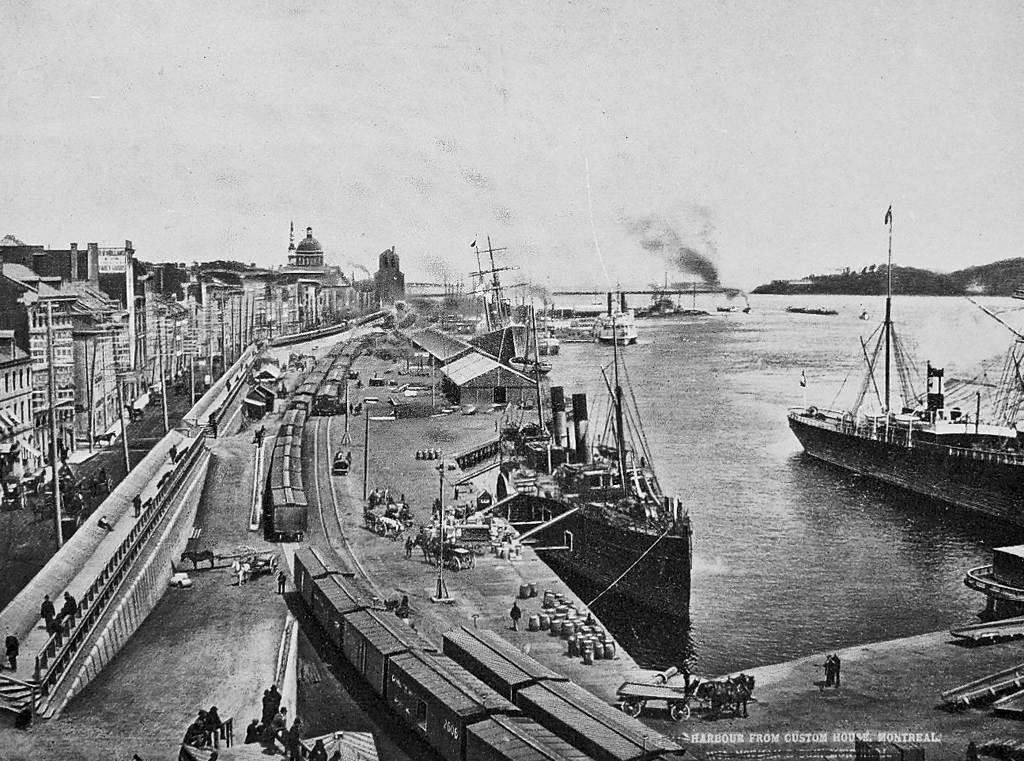
Vecchio porto di Montréal, circa 1899.

La prima commissione portuale viene creata nel 1830.
Nel 2011 il porto apre un nuovo ingresso comune per i camion e trasferisce la gestione delle operazioni di terminal a Viterra Inc. Sempre nel 2011, raggiunge la gestione di 28 milioni di tonnellate di merci.